# Herms Niel
Herms Niel, nacido Ferdinand Friedrich Hermann Nielebock (Nielebock, 17 de abril de 1888-Lingen, 16 de julio de 1954), fue un compositor alemán de canciones y marchas militares.

## Biografía
Después de graduarse del instituto en 1902, completó su aprendizaje con el maestro de capilla de Genthin Adolf Büchner; En octubre de 1906 fue admitido como trombonista y oboísta en el 1.er Regimiento de la Guardia en Potsdam. Durante la Primera Guerra Mundial, fue director de la banda del 423.º Regimiento de Infantería alemán. En 1918, tras la guerra, se retiró del Ejército y trabajó como funcionario en la Administración hasta 1927. Este mismo año, fue cofundador en Potsdam de la Ritterschaftsorchester, en la que trabajó como compositor y letrista.
Tras la toma del poder por parte de los nacionalsocialistas, el 1 de mayo de 1933 se inscribió en el Partido Nacionalsocialista. Durante el periodo del nacionalsocialismo, colaboró con el régimen y formó a directores de bandas musicales. Asimismo, se dedicó a componer marchas y canciones, que fueron popularizadas por el partido y ampliamente divulgadas en todos los frentes durante la Segunda Guerra Mundial.
Durante la postguerra, Niels vivió en Lingen, donde murió en 1954.

## Obra
- Adlerlied
- Antje, mein blondes Kind
- Das Engellandlied (1939, letra: Hermann Löns)
- Die ganze Kompanie
- Es blitzen die stählernen Schwingen
- Erika (canción) (Auf der Heide blüht ein kleines Blümelein) (hacia 1930)
- Es ist so schön, Soldat zu sein, Rosemarie
- Edelweiß-Marsch
- Fallschirmjägerlied
- Fliegerkuss
- Frühmorgens singt die Amsel
- Gerda – Ursula – Marie
- Hannelore Marschlied
- Heut´ sind wir wieder unter uns
- Heut’ stechen wir ins blaue Meer
- Heute muß ich scheiden
- Im Osten pfeift der Wind
- In der Heimat steh’n auf Posten
- Jawoll, das stimmt, jawoll
- Kamerad, wir marschieren gen Westen
- Liebchen adé (Annemarie-Polka, 1934)
- Liebling, wenn ich traurig bin…
- Marie-Mara-Maruschkaka!
- Matrosenlied
- Mein Bismarckland
- Mit Mercedes Benz voran
- Rosalinde
- Rosemarie (Rosemarie, ich lieb' dich gar so sehr)
- Ruck Zuck
- Stuka über Afrika
- Unsere Flagge
- Veronika-Marie
- Waltraut ist ein schönes Mädchen
- Wenn die Sonne scheint, Annemarie (Die Landpartie)